# 各向同性
各向同性（英語：isotropy），或作等向性、均向性，是指物体的物理、化学性质不因方向而有所变化的特性，即在不同方向所测得的性能数值是相同的。如所有的气体、液体以及非晶体都显示各向同性，多晶体（如一块金属）表现的各向同性称为“准各向同性”。各向同性的物体称为均质体。
各向同性与各向异性相反。确切的定义，取决于其使用的领域。各向同性的辐射在各向上有等同的强度，并且一个各向同性的场对测试粒子有同样的作用，无论其初始方向。以波动的传播为例，波源于此种介质中，发出的振动，于各个方向，速度一致。也即，波的传播速度与方向无关。于此种介质中，波面与波线正交。